# Буткит
Буткит (англ. bootkit)- (малуер) представлява усъвършенствана форма на руткит, която взема основната функционалност на руткит и я разширява с възможност да инфектира главния запис за инициализация (Master Boot Record–MBR) или записа за инициализация на устройства (Volume Boot Record–VBR), така че буткитът остава активен дори след рестартиране на системата.
Буткитовете са проектирани не само да се зареждат от главния запис за инициализация, но също и да останат активни в оперативната памет в защитен режим при стартиране на ОС и по време на активиране на компютъра.
Ключов елемент на буткит е, че не може да бъде детектиран с обичайните средства на операционната система или с инструменти с/у зловреден код, тъй като неговите компоненти стоят резидентно извън инициализацията на стандартната файлова система. Докато повечето анти-малуер инструменти просто ще изтрият или ще поставят карантина на файловете, които са били инфектирани, поради това, че буткит инфектира Master Boot Record, тези инструменти не са в състояние да изтрият или да преместят MBR без да повредят компютъра – без AV чистачката да нанесе някакви щети на ОС, поради което буткитовете са изключително проблематичен вид малуер.